# 天主教維多利亞教區 (美國)
天主教維多利亞教區（拉丁語：Dioecesis Victoriensis in Texia）是羅馬天主教一個教區，位於美國得克薩斯州維多利亞，屬加爾維斯頓-休斯敦總教區。
成立於1982年4月13日。2010年有教友116,049人，佔轄區總人口40.9%。教區下轄五十個堂區，六十名司鐸。現任教區主教為達味·猶金·費爾豪爾。